# La Couleur des mots (livre)
Pour les articles homonymes, voir La Couleur des mots (homonymie).
La Couleur des mots est un livre de Marguerite Duras paru de manière posthume en 2001 aux éditions Benoît Jacob. 

## Composition
Marguerite Duras revient sur ses films, leur origine et leur histoire, ainsi que sur ses conceptions cinématographiques et littéraires.

## Commentaires
Ce livre est la retranscription d'une série d'interviews vidéos réalisés en 1983.
L'œuvre a été préalablement éditée en 1984 dans une édition vidéo critique par le ministère des Affaires étrangères.
Les entretiens sont illustrés de 125 photos en noir et blanc.

## Éditions
- La Couleur des mots. Entretiens avec Dominique Noguez. Autour du huit films, Paris, Benoît Jacob, 2001, 240 p.